# 密航

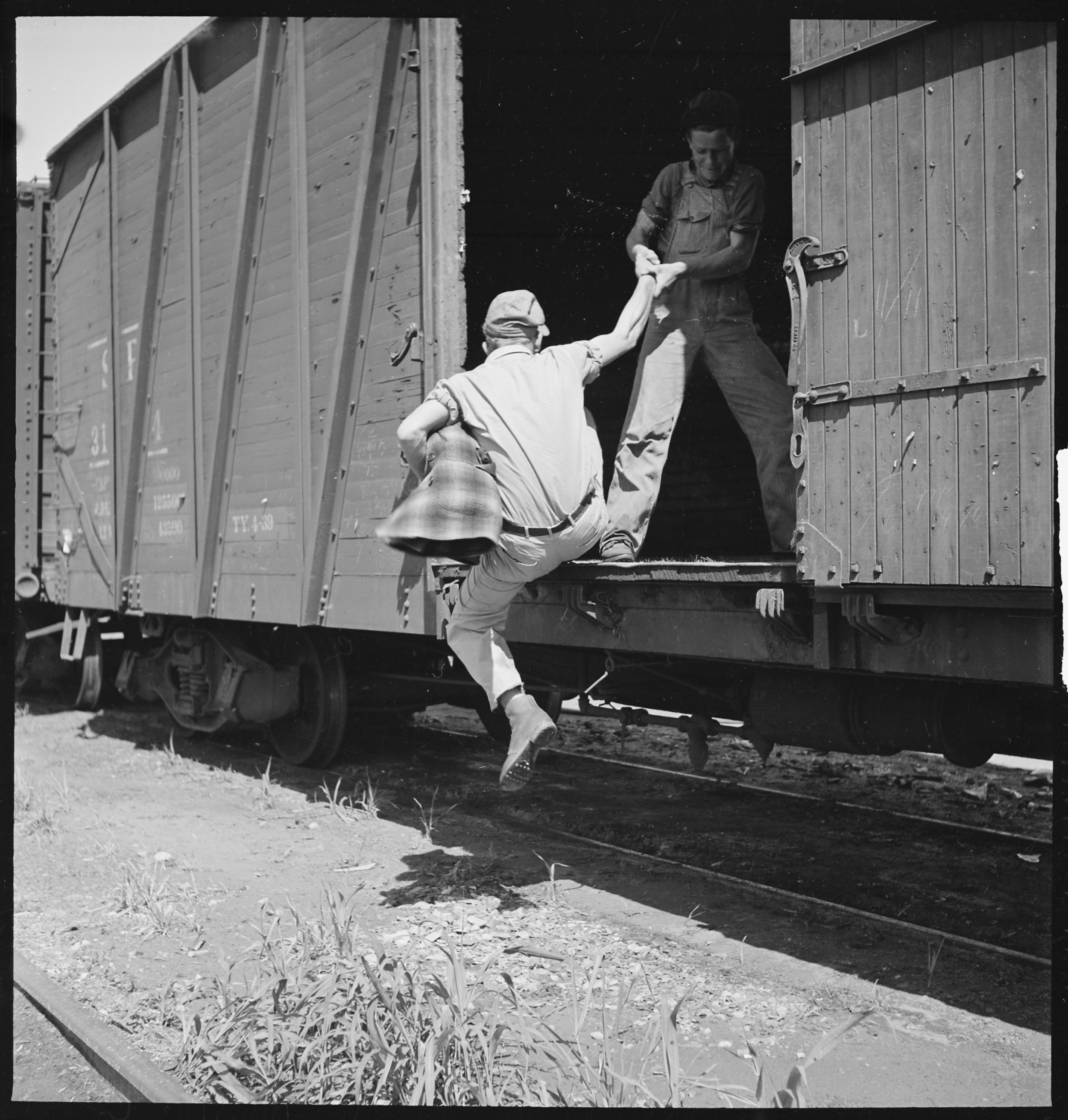
貨物列車に乗り込む密航者

密航（みっこう）とは、正規の出入国手続きを経ずに航空機や貨物船に紛れ込み他国に渡航をすること、あるいは渡航先の上陸資格を持たない船に乗船するなどして渡航することを指す。
密航は密入国や避難、亡命の手段のひとつであるが、地続きの国ではこれよりも手軽な他の交通手段が選ばれ、さらには川を泳いで渡ったり、徒歩で越境する場合もある。

## 概要
古くは貧しい移民希望者が、20世紀に入ると、政治的迫害を受けた亡命者や経済的困窮から、母国を脱出する手段として用いることが多くなった。こういった者の中には、国外での就労を希望しての場合もある。また、政治的迫害を受けていたり、戦争、内戦、紛争や兵役から逃れるために密航する者もいる。
20世紀後半になると、各国の出入国管理や身分証明制度が強化され、空港や港湾の警備体制が近代化されるとともに、輸送も輸送される物資の量的な増大に伴い、隠れる手段が少ないコンテナ船へと変化している。このため船舶では、船員など関係者と内通していない限り、密航は不可能となっている。このため、船を密航者で占拠して密航を行うボートピープルや偽造パスポートによる偽装出国が増加している。ただし、アメリカや日本、韓国のように、入国審査で指紋採取を実施している国家では、パスポート偽造という手法での密入国は困難になっている。
その一方で、航空機など船舶以外の交通機関や場合によっては、国境を横断する貨物列車や貨物自動車に隠れて便乗し来るケースも見られる。しかし、身分証明が社会補償サービスにも就労にも居住にも、また医療保険のような生活支援サービスの前提となるなど、「正式に入国しないと、就労以前に居住・生活することもままならない」状態にある先進国社会では、経済難民による密航は、割に合わないものともなっている。一方で、戦争、紛争や徴兵制度から逃れることが目的ならば、密航のメリットは大きいといえる。

## 例

### 航空機
車輪格納庫での密航 - 1947年から2015年6月の間に、アメリカ連邦航空局（FAA）の研究者は101件113人が密航を試みたことを発表した。密航者は全て男性で試みたのは30歳以下が大半である。そのうち86人が死亡している。高度が人に与える影響は大きく、航空機が飛ぶような高度33,000フィート（10,000 m）は、登山家がデスゾーンと呼ぶ高度（8,000m以上）であり、対策がなければ生命活動は難しい。また、離陸時や着陸時における降着装置（車輪）の格納庫からの落下、車輪収納時に機構に挟まれて圧死する危険性も存在する。
著名な密航者
- カルロス・ゴーン - 日産自動車の元最高経営責任者（CEO）であったが、特別背任罪に問われた後に、楽器ケースに隠れて出国検査を逃れてプライベートジェットでレバノンまで密出国した（カルロス・ゴーン事件）。

### 列車
- フレートホッピング（英語版） - フレート（貨物車）に勝手に乗り込む行為。
- トレイン・サーフィン（トレインホッピング）

### 船
著名な密航者
- リチャード・ハウプトマン（英語版） - リンドバーグ愛児誘拐事件の犯人とされる。
- ウィレム・デ・クーニング - 20世紀のオランダ出身の画家。アメリカへ密入国した。
- 長州五傑 - 井上聞多（馨）、遠藤謹助、山尾庸三、伊藤俊輔（博文）、野村弥吉（井上勝）。イギリスへ密航留学した。
- 薩摩藩からも19名が幕末に密航留学した。五代友厚、寺島宗則、町田久成、村橋久成
- 安田老山 - 1864年に中国へ密航した芸術家
- 吉田松陰 - ペリー艦隊に密航を企てたが露見して伝馬町牢屋敷に投獄された。下田踏海事件

## 失敗例
密航では、輸送機関の旅客スペース以外に身を潜める必要があることなどから、それら輸送機関の安全が保証された快適な旅行とは異なり、命にかかわるほどの過酷な状況に晒されることもある。
例えば飛行機の主脚格納庫に侵入し密航を謀ったケースでは、その場所が与圧されていないことから目的地へ到着する前に凍死する危険性が高い（USエアウェイズ741便密航者凍死事件など）。アメリカ航空局が把握している数字では、1947年から105人が格納庫に侵入し、生き延びた例は25人であり生還率は低い。凍死しないまでも、仮死状態による身体的なダメージ、部分的な凍傷によって体が不自由になる危険もある。また、急激に気圧が下がるので、高山病に似た症状があらわれることもある。さらに、離陸直後に収納される主脚に体を押し潰される、また着陸時に主脚が展開される際に投げ出される危険すらある。
また陸送、海上コンテナの場合では、内部に居住スペースを設置し密航を謀るケースがあったが、目的地へ到着する前に熱射病のため死亡したケースもある。コンテナ内は密閉に近いため、日射にさらされると温度が上がりやすいだけではなく、酸欠の危険性もある。また、飲料水を確保できない場合は脱水症状の危険も高まる。
また、ボートを使用しての密航は船の容積に比べて過剰な人員が乗船しており、操船する船員が素人であることも多いため転覆する危険性が高い。また、密航業者が摘発を免れるため移民が海に突き落とされることもある。
密航の失敗の多くは、乗員などに発見されることだが、発見された場合は目的地に到着した直後に強制送還される。古くは「海に投げ込まれた」や「強制労働させられた」などの話も物語を中心に語り継がれる所ではあるが、中には発見され救命ボートで逃走したケースもある。救命ボートは基本的に救助を待つために漂流することを前提として設計されているため、外洋などで逃走することには向いていないし、沿岸付近で逃走しても岸にたどり着きにくい。こういった逃走者の多くは、救助という形で捕まり、強制送還の憂き目に遭う。

## 密航コース

### アフリカからヨーロッパへの密航
近年、アフリカからヨーロッパへの密航者の急増が社会問題化している。経済的に発展途上国が多く、労働市場の状況が悪いアフリカ諸国から、仕事を求めてヨーロッパへの渡航を試みるものは多い。アフリカからヨーロッパへ密航するルートはおもに西アフリカからスペインを目指すものと、リビアからイタリアを目指すものなどがある。1990年代にシェンゲン協定が西ヨーロッパ諸国で実施され、ヨーロッパ内の国境通過が自由化されると、そこからドイツやフランスなどの経済先進国への入国を目指そうと考える密航者が増えている。
1990年代になると、モロッコから、アフリカ大陸のスペインの飛び地であるスペイン領セウタへ密入国するアフリカ人が急増した。2000年には、セウタとモロッコとの陸上国境の中立地帯に二重の鉄条網が張り巡らされ、国境警備が厳しくなったが、海路でジブラルタル海峡から密航する小型船が後を絶たない。
モロッコからヨーロッパ大陸への交易海上警備が強化されると、モロッコ沖のスペイン領カナリア諸島を目的地とする密航船が増加した。100キロメートル以上の外洋を航海することになるため、遭難する船や、海上で命を落とす密航者も少なくない。モロッコ沿岸の取締りが強化され、2000年代半ばには、密航船の出発地が、モーリタニア沿岸、さらにセネガル沿岸へと、どんどん遠方化していく。それに伴い密航にかかわるリスクとコストは増加することになる。2006年にはセネガル沿岸からのカナリア諸島への密航者が急増し、8月までの約8ヶ月間で、約2万人が密航したといわれている。セネガルからカナリア諸島への密航には、1人当たり約40万CFAフラン（約9万円）が必要といわれている。
2019年の後半からヨーロッパ当局が地中海を経由した密航の取り締まりを強化した結果、アフリカ大陸から海上を経由してカナリア諸島を目指す密航者が激増し、スペイン当局によると2022年5月までの密航者数が前年の同時期と比較して51%増加したという。
モーリタニアの赤十字によると、2021年は西アフリカの沿岸からカナリア諸島を目指す密航者数は22500人に達し、1100人が海で死亡したという。

### 日本からソ連への密航
日本からソビエト社会主義共和国連邦に向けた密航は、戦前は活動の自由を求める日本共産党の党員が、戦後は冒険心や少年特有の夢から若者らが行った。後者の例については、1953年9月上旬だけでも3人が北海道根室市周辺で保護されている。中には磯舟を盗んで、納沙布岬付近から歯舞諸島へ向けて漕ぎ出した者もいた。